# Justin Kelly (attore)
Justin Kelly (Toronto, 7 marzo 1992) è un attore canadese, noto per aver interpretato Noah Jackson nella serie The Latest Buzz e Jake Martin nell'undicesima stagione di Degrassi: The Next Generation.

## Carriera
Nel 2014 è apparso nel film Maps to the Stars diretto da David Cronenberg.
Ha inoltre recitato nel ruolo di Wes nella serie TV Open Heart e in quello di Chuck nella serie TV Between.

## Filmografia

### Cinema
- The Subterfuge Suite, regia di Alex Lee Williams - cortometraggio (2012)
- Maps to the Stars, regia di David Cronenberg (2014)
- Big Muddy, regia di Jefferson Moneo (2014)
- Ahead, regia di Alex Lee Williams - cortometraggio (2014)
- Lost After Dark, regia di Ian Kessner (2015)
- Lost & Found, regia di Joseph Itaya (2016)
- The Last Man, regia di Rodrigo H. Vila (2019)
- Run This Town, regia di Ricky Tollman (2019)

### Televisione
- For the Love of Grace, regia di Craig Pryce - film TV (2008)
- The Jensen Project, regia di Douglas Barr - film TV (2010)
- The Latest Buzz - serie TV, 65 episodi (2007-2010)
- Change of Plans, regia di John Kent Harrison - film TV (2011)
- Warehouse 13 - serie TV, episodio 4x04 (2012)
- Lost Girl - serie TV, episodio 3x10 (2013)
- Degrassi: The Next Generation - serie TV, 85 episodi (2011-2013)
- Saving Hope - serie TV, episodio 2x09 (2013)
- Open Heart - serie TV, 12 episodi (2015)
- Between - serie TV, 12 episodi (2015-2016)
- The Night Before Halloween, regia di Sheldon Wilson - film TV (2016)
- Un tavolo per due (Chronique des rendez-vous désastreux), regia di Steven R. Monroe - film TV (2017)
- #VitalSignz - miniserie TV, episodio 1x01 (2017)
- Sea Change, regia di Chris Grismer - film TV (2017)
- Fugazi, regia di J. Thibodeau - film TV (2017)
- Private Eyes - serie TV, episodio 2x17 (2018)
- Wynonna Earp - serie TV, 6 episodi (2018)
- Frankie Drake Mysteries - serie TV, episodio 2x03 (2018)
- Hudson & Rex - serie TV, 60 episodi (2019-2022)

## Doppiatori italiani
Nelle versioni in italiano delle opere in cui ha recitato, Justin Kelly è stato doppiato da:
- Flavio Aquilone in The Latest Buzz, Between, Hudson & Rex
- Mirko Cannella in Maps to the Stars